# Choerophryne swanhildae
Espèce
Synonymes
- Albericus swanhildae Menzies, 1999

Statut de conservation UICN

 LC  : Préoccupation mineure
Choerophryne swanhildae est une espèce d'amphibiens de la famille des Microhylidae. 

## Répartition
Cette espèce est endémique de la région des Hautes-Terres en Papouasie-Nouvelle-Guinée. Elle est présente entre 1 920 et 2 500 m d'altitude dans la chaine Kubor et le mont Hagen,.

## Étymologie
Cette espèce est nommée en référence à Svanhildr.

## Publication originale
- Menzies, 1999 : A study of Albericus (Anura: Microhylidae) of New Guinea. Australian Journal of Zoology, vol. 47, no 4, p. 327-360.